# マゴ国立公園
マゴ国立公園（英: Mago National Park）は、エチオピア南西部にある国立公園である。エチオピア南部を流れるオモ川の東岸に広がり、面積は1,942平方キロメートルに及ぶ。1979年に、国立公園に指定された。園内には、サバナの特徴的な植生が広がり、アフリカゾウ、バッファロー、レイヨウ、ライオンなどの野生動物や、多様な鳥類が生息する。また、周辺には、古くからこの地で農耕や牧畜を営む少数民族が居住している。

## 沿革
エチオピアには、1960年代に西欧から、人間と野生動物とを分断することで野生動物を保護する方針が導入され、野生動物の生態調査が始まり、エチオピア野生動物保護局が設立された。1970年代には、野生動物保護に関する規制が定められ、国立公園が設立されていった。マゴ国立公園は、1979年に国立公園に指定された、エチオピアで最も新しい国立公園の一つである。
1990年代、社会主義体制が崩壊した後に進められた地方分権政策によって、マゴ国立公園の管理運営も公園が位置する南部諸民族州の州政府が担うことになった。2003年、南部諸民族州政府はそれまで法的な裏付けのなかったマゴ国立公園の境界線を、法に基づくものとして設定しなおした。
2011年、エチオピア政府が推進する砂糖産業のため、マゴ国立公園の南西部およそ3万ヘクタールが、サトウキビ農園へと転用された。

## 位置・地形
マゴ国立公園は、エチオピアの首都アジスアベバから南西におよそ800キロメートル、南部諸民族州の州都アワッサからは南西におよそ530キロメートル、大地溝帯の西側に位置する。面積は1,942平方キロメートルで、オモ川下流の東岸に広がっている。
園内は、オモ川の支流マゴ川に貫かれ、更にその支流のネリ川が横切っている。公園の南側は、標高の低い平原が広がり、北側の境界付近には園内の最高地点であるマゴ山（標高1,776メートル）や、ムルシ山地がそびえる。
オモ川の下流には6つの自然保護区が存在するが、マゴ国立公園はその中でタマ野生動物保護区と西で、オモ国立公園と南西で、ムルレ狩猟制限区域と南で接している。

## 植生

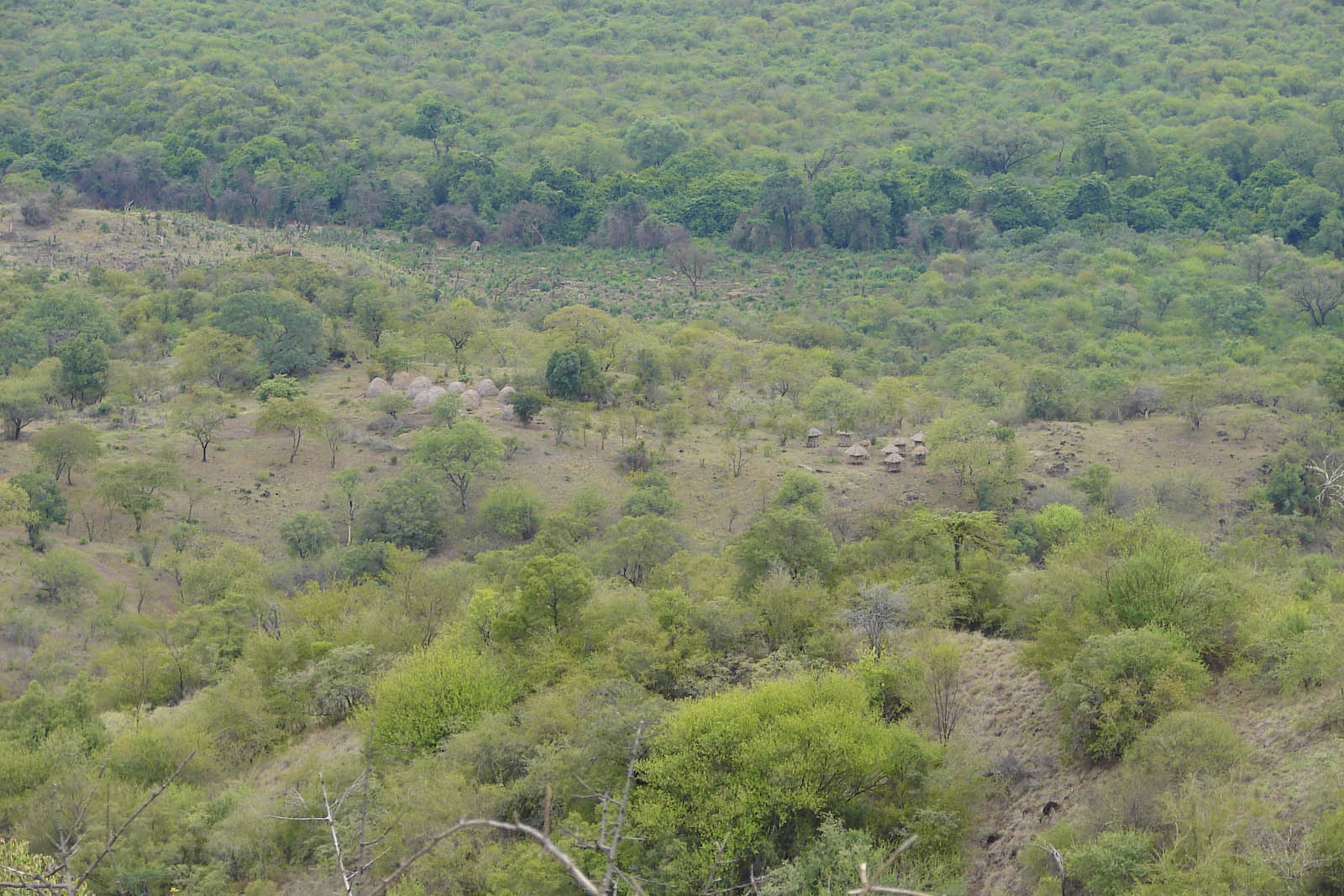
マゴ国立公園の周辺の植生。

マゴ国立公園は、年間降水量が400から500ミリメートルという半乾燥地域にあり、園内の大半は、アカシアが優占する灌木帯や草原だが、川の流域には樹高の高い木が茂る河辺林も伸びている。森林を構成する主要な樹種は、タマリンド、モモタマナのなかま (Terminalia brownii)、エジプトイチジクである。

## 動物
マゴ国立公園に生息する動物は多様で、哺乳類はアフリカ特有の大型哺乳動物を含む81種が報告されている。鳥類も豊富で、300種類以上が生息するとも言われる。
園内で目立つ大型哺乳動物はアフリカスイギュウで、2千頭程がいるとみられる。レイヨウも、多くの種が生息する。アフリカゾウ、キリン、ライオン、ヒョウ、チーター、リカオン、オナガザル科の霊長類も挙げられる。
マゴ国立公園は、重要野鳥生息地の基準A3（生物群系限定種が多く生息する）と評価され、そのような種の代表的なものとしては例えば、ウロコムネヤブチメドリがいる。また、イボトキ、オオハシガラス、ハジロガケヒタキ、アビシニアコウライウグイスと、4種類のエチオピア固有の鳥類が確認されている。

### 保護
野生動物保護の観点から注目されるのは、アフリカゾウや、キリンである。アフリカゾウは象牙目当て、キリンは尾や肉を目当てとした、密猟の対象となりやすい動物である。社会主義政権崩壊時の混乱で、公園の管理は機能不全に陥り、一方で地域住民に多くの銃器が流れたことで、密猟の被害が深刻化した。その後、公園当局は管理体制の立て直しを図り、周辺の民族集団から数名ずつ雇用したスカウトによる警戒を強化した。しかし、自動小銃を手にした住民との衝突が起こり、スカウトや、2003年には公園の管理長官も殺害される事態が発生している。保護活動には外国の機関も参加しており、例えば合衆国魚類野生生物局が、アフリカゾウの保護に資金援助を行っている。
アフリカゾウは、1997年から1998年にかけて行われた調査で、園内に387頭から575頭生息するものと推定された。一方その間に、26頭が密猟によって殺されており、アフリカゾウの生息を長期的に維持できるだけの個体数を守れるかどうか、危ぶまれている。
キリンは、1994年の航空調査で、2つの群れが園内に居ることが確認されたが、1999年には園内から姿を消したと報告された。その後、2006年に偶発的な目撃情報があり、2013年の航空調査では20頭の個体が確認されたとされるが、皮膚病の蔓延やサトウキビ畑による保護地域の縮小などもあり、絶滅に瀕しているとみられる。

## 文化

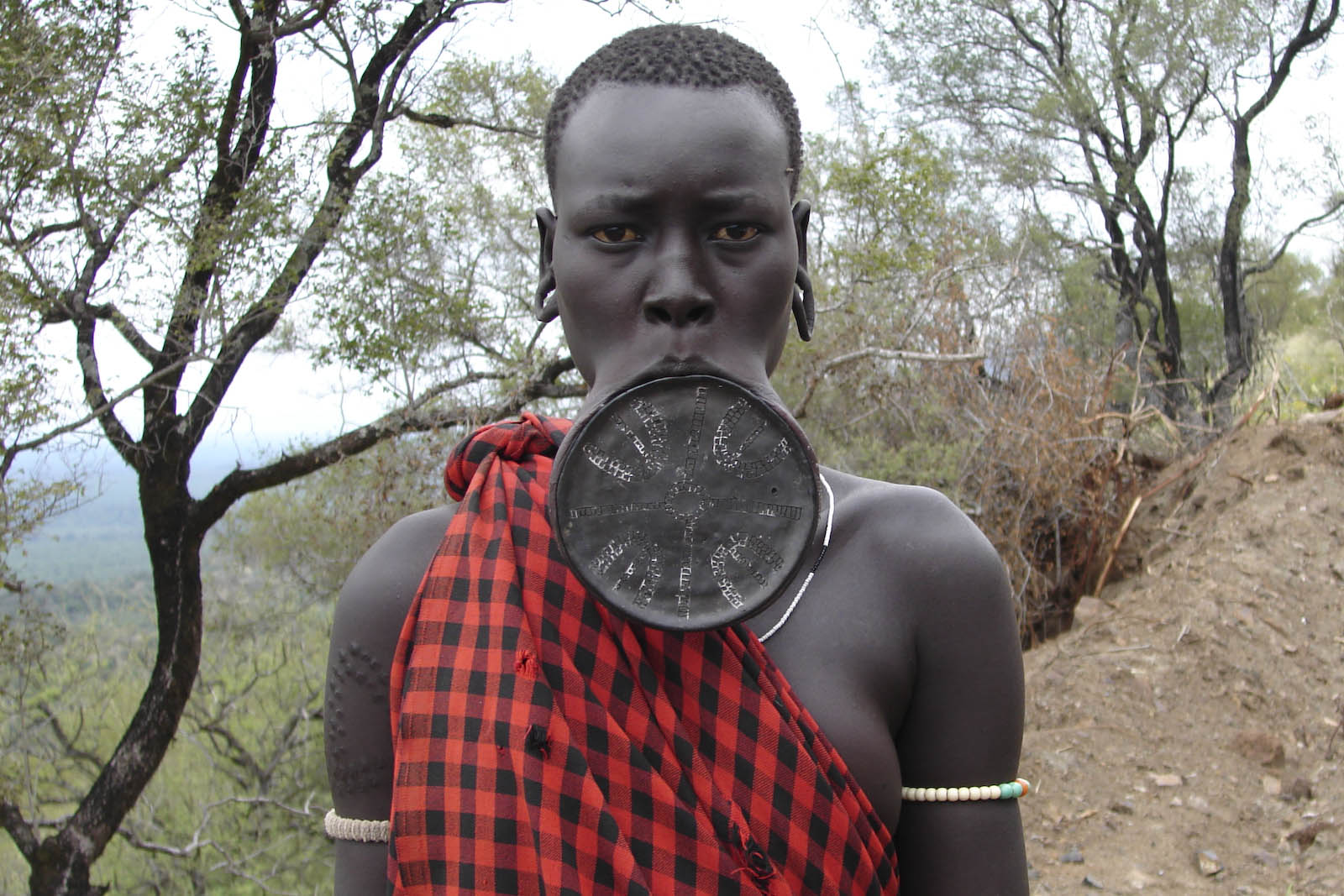
ムルシ族の女性

オモ川下流域に位置するマゴ国立公園の周辺には、アリ、バンナ、ハマル、カラ、コエグ、ムルシといった比較的人口の少ない民族集団が居住し、人類初期の要素をとどめる独特の文化を残している。これらの少数民族の中でも特に有名なのがムルシ族で、女性が下唇を切って、土器や木製の皿をはめる風習で知られる。
周辺の民族集団は、国立公園設立以前から、公園領域内で養蜂を行っていた。国立公園が設立され、境界内での人的活動が全て禁止された後も、養蜂は一定の手続きをすれば許可されており、園内には1万ともいわれる養蜂箱が設置されている。